# Bruki Unisławskie
Bruki Unisławskie – wieś w Polsce położona w województwie kujawsko-pomorskim, w powiecie chełmińskim, w gminie Unisław.
W latach 1939 - 1942 dotychczasową nazwą wsi było Friedrichsbruch, lecz po przeprowadzonej zamianie nazw miejscowości w Okręgu Rzeszy Gdańsk-Prusy Zachodnie, w latach 1942 - 1945 nazywała się Friedrichsbruch, Kreis Kulm (Weichsel).

## Podział administracyjny
| SIMC    | Nazwa       | Rodzaj    |
| ------- | ----------- | --------- |
| 1028638 | Przed Szosą | część wsi |
| 1028667 | Za Szosą    | część wsi |

W latach 1939–1945 położona była w okręgu Rzeszy Gdańsk-Prusy Zachodnie, w rejencji bydgoskiej (Regierungsbezirk Bromberg), w powiecie Chełmno (Kreis Kulm).
W latach 1975–1998 miejscowość administracyjnie należała do województwa toruńskiego.

## Demografia
Według Narodowego Spisu Powszechnego (III 2011 r.) wieś liczyła 451 mieszkańców. Jest piątą co do wielkości miejscowością gminy Unisław.

## Dawne cmentarze
Na terenie wsi zlokalizowany jest nieczynny cmentarz ewangelicki.